# 明日へのマーチ/Let's try again 〜kuwata keisuke ver.〜/ハダカ DE 音頭 〜祭りだ!! Naked〜
『明日へのマーチ / Let's try again 〜kuwata keisuke ver.〜 / ハダカ DE 音頭 〜祭りだ!! Naked〜』（あすへのマーチ / レッツ・トライ・アゲイン 〜クワタ ケイスケバージョン〜/ハダカ デ おんど 〜まつりだ!! ネイキッド〜）は、桑田佳祐の14作目のシングル。「明日へのマーチ」「Let's try again 〜kuwata keisuke ver.〜」「ハダカ DE 音頭 〜祭りだ!! Naked〜」によるトリプルA面シングル。タイシタレーベル / SPEEDSTAR RECORDSから12cmCD・12インチレコードで2011年8月17日に発売された。
2016年2月26日にはダウンロード配信、2019年12月20日にはストリーミング配信を開始した。

## 背景・リリース
前作「本当は怖い愛とロマンス」からおよそ1年ぶりに発売された作品。2011年2月に発売されたオリジナル・アルバム『MUSICMAN』以降に書き下ろされた楽曲が収録された。
初回完全生産限定盤には「明日へのレインボータオル」付き。今作とタオル及び『宮城ライブ 〜明日へのマーチ!!〜』本公演及びDVDの収益の一部が、発売年に発生した東日本大震災における被災地復興支援活動への義捐金として日本赤十字社及び地方公共団体に対して寄付される。

## プロモーション
2011年8月5日・17日付の読売新聞に全面広告で本作と『宮城ライブ 〜明日へのマーチ!!〜』の告知が掲載された。
テレビ披露
| 放送日        | 番組名                   | 放送局     | 披露曲                                                                                               | 出典   |
| ------------- | ------------------------ | ---------- | --- | ------ |
| 2011年8月5日  | ミュージックステーション | テレビ朝日 | 「明日へのマーチ」 「ハダカ DE 音頭 〜祭りだ!! Naked〜」                                             | [ 11 ] |
| 2011年8月12日 | ミュージックステーション | テレビ朝日 | 「Let's try again 〜kuwata keisuke ver.〜」                                                          | [ 12 ] |
| 2011年8月17日 | SONGS                    | NHK        | 「明日へのマーチ」 「Let's try again 〜kuwata keisuke ver.〜」 「ハダカ DE 音頭 〜祭りだ!! Naked〜」 | [ 13 ] |
| 2011年8月19日 | ミュージックステーション | テレビ朝日 | 「明日へのマーチ」                                                                                   | [ 14 ] |

## 受賞歴
| 年     | 音楽賞                   | 結果     | 出典   |
| ------ | ------------------------ | -------- | ------ |
| 2012年 | 第18回日本プロ音楽録音賞 | 最優秀賞 | [ 15 ] |

## チャート成績
2011年8月29日付のオリコン週間ランキングで、初週9.2万枚を売り上げて初登場2位を獲得した。オリコンによる登場週数は22週である。

## 収録曲
- 収録時間：12:07

1. 明日へのマーチ (3:35)
（作詞・作曲・編曲：桑田佳祐）
自身出演のNTTドコモ「walk with you 2011」キャンペーンCMソング[注釈 4][注釈 5]。また、ユニクロ「Life Wear/エアリズムコットンTシャツ編」CMソング[注釈 6]。
歌詞は東日本大震災の被災地の復興を願う内容となっている[20]。東北で本楽曲を歌うことに関しては特別な思いを持っている旨を桑田が語っている[21]。『宮城ライブ 〜明日へのマーチ!!〜』のMCでは「あの震災以来なんか、日本がというか、日本中が故郷みたいだなと思った人も多いと思うんですけども」としみじみと語り、会場がある宮城県を「故郷仙台」と称えたのみならず、ライブビューイングが行われた福島県・岩手県[注釈 7]のことも「故郷福島でも、故郷岩手でもみんな見てくれてると思いますが、（当時の時点で）一番新しい曲を聴いてください」と述べて慮ったうえで本楽曲を歌っている[23]。1番のサビの一節「遠くで」は「東北で」と聞き取ることができ、2011年の『宮城ライブ』では実際に「願うは東北で生きる人の幸せ」と歌い、歌詞テロップも同様に表記された[24]。また、歌詞カードに「東北で」ではなく「遠くで」と記述したことについて音楽評論家のスージー鈴木は「このあたりのシャイさ、押し付けがましくないスタンスこそが、桑田佳祐的と言えるだろう」と評価している[25]。
斎藤誠は本楽曲およびコンセプトやアレンジに対して「そういう想いを説教っぽくせず、楽しい楽曲にしているのが桑田さん流だね」と評価している[20]。
桑田のファンを公言している太田光（爆笑問題）は表現者が災害時に不安や恐怖心を煽っていく風潮に対して批判的な旨を述べた上で[注釈 8]、桑田に対しては「そういう奴と正反対のところに桑田さんはいる」と称え、真っ直ぐなメッセージを持った本楽曲を引っさげてヒットチャートで勝負する姿勢と後述の「ハダカ DE 音頭」との対比を高く評価しており、「こういう表現はありがたいなと思う」と語っている[27]。
ミュージック・ビデオでは過剰な演出を避け、本楽曲のレコーディング風景やドコモのCMのメイキング映像、TOKYO FM HALLでの『桑田佳祐のやさしい夜遊び 33回目のデビュー記念日に、勝手にひとりで生歌スペシャル』の映像が使用されている[28]。
2016年発売のシングル「ヨシ子さん」の初回限定盤には、宮城県牡鹿郡女川町の臨時災害放送局「女川さいがいFM」が2016年3月で閉局することを受けて同年3月26日に女川温泉ゆぽっぽで行われた『桑田佳祐のやさしい夜遊び』の生放送で本曲を披露した際の音源が収録されている[29]。
2. Let's try again 〜kuwata keisuke ver.〜 (4:51)
（作詞・作曲・編曲：桑田佳祐 / 管編曲：山本拓夫 & 曽我淳一）
東日本大震災復興支援を目的として2011年5月に発売された「チーム・アミューズ!!」の楽曲「Let's try again」の桑田ソロバージョン[8]。
3. ハダカ DE 音頭 〜祭りだ!! Naked〜 (3:40)
（作詞・作曲・編曲：桑田佳祐 / 管編曲：山本拓夫 / 弦編曲：曽我淳一 & 金原千恵子）
音頭と歌謡曲とモダンジャズがミックスされた楽曲。和太鼓の3つ打ちから始まる音頭形式だが、途中に4ビートのジャズ・ミクションも登場する。歌詞には卑猥と思われる表現が多数出てくるほか、「AKB」「ピンク・レディー」「猪木」も登場する。
制作・発表した時期は震災の余波から自粛ムードなどが続いていたため、のちに「この歌が被災者や遺族の方々に対して不謹慎極まりない曲調と受け止められても仕方ない事だった」と回想している[30]。『宮城ライブ』ではどこに持ってくるべきか曲順を迷ったものの「会場周辺に設営された『虹の広場』（縁日を模した広場）で雰囲気を作ってくれたので自然に演奏できた」と述べている[31]。桑田が言うには本楽曲はクレイジーキャッツへのオマージュであり[30]、同ライブでは植木等を意識して笑い声を発してシメている[23]。

## 参加ミュージシャン
- 明日へのマーチ
  - 桑田佳祐：Vocal, Chorus, Tambourine, Woodblock & Bicycle Horn
  - 斎藤誠：Acoustic & Gut Guitars
  - 曽我淳一：Celesta & Computer Programming
  - 西村浩二：Flugelhorn
  - 菅坡雅彦：Flugelhorn
- Let's try again 〜kuwata keisuke ver.〜
  - 桑田佳祐：Vocal, Chorus, Acoustic Guitar & Hand Craps
  - 斎藤誠：Acoustic & Electric Guitars
  - 角田俊介：Bass
  - 河村“カースケ”智康：Drums & Tambourine
  - 曽我淳一：Piano & Computer Programming
  - 山本拓夫：Tenor Sax
  - 吉田治：Tenor Sax
  - 安奈陽子：Chours
  - 清水美恵：Chorus
  - 401stオールスターズ：Shout & Hand Claps
- ハダカ DE 音頭 〜祭りだ!! Naked〜
  - 桑田佳祐：Vocal, Chorus, Cowbell, Hand Claps & 和太鼓
  - 斎藤誠：Electric Guitar & 三味線
  - 角田俊介：Bass
  - 鎌田清：Drums
  - 曽我淳一：Piano & Computer Programming
  - 山本拓夫：Baritone Sax, Tenor Sax (solo) & Flute
  - 吉田治：Tenor Sax
  - 近藤和彦：Tenor Sax
  - 西村浩二：Trumpet
  - 菅坡雅彦：Trumpet
  - 横山均：Trumpet
  - 木幡光邦：Trumpet
  - 村田陽一：Trombone
  - 橋本勇太：Trombone
  - 榎本裕介：Trombone
  - 池城勉：Bass Trombone
  - 黒田由樹：Piccolo
  - 金原千恵子ストリングス：Strings
  - 原由子：Hand Claps
  - 今野多久郎：チャンチキ
  - 安奈陽子：Chorus & 合の手
  - 清水美恵：Chorus & 合の手

## 収録アルバム
| 曲名                                    | 作品名                     |
| --------------------------------------- | -------------------------- |
| 明日へのマーチ                          | I LOVE YOU -now & forever- |
| 明日へのマーチ                          | いつも何処かで             |
| Let's try again 〜kuwata keisuke ver.〜 | I LOVE YOU -now & forever- |
| ハダカ DE 音頭 〜祭りだ!! Naked〜       | アルバム未収録             |

## ミュージック・ビデオ収録作品
| 曲名                                    | 作品名 |
| --------------------------------------- | ------ |
| 明日へのマーチ                          | MVP    |
| Let's try again 〜kuwata keisuke ver.〜 | MVP    |
| ハダカ DE 音頭 〜祭りだ!! Naked〜       | 未収録 |

## ライブ映像作品
| 曲名                                    | 作品名                                                                  | 備考 |
| --------------------------------------- | ----------------------------------------------------------------------- | --- |
| 明日へのマーチ                          | 宮城ライブ 〜明日へのマーチ!!〜                                         | |
| 明日へのマーチ                          | 桑田佳祐 LIVE TOUR & DOCUMENT FILM 「I LOVE YOU -now & forever-」完全盤 | |
| 明日へのマーチ                          | がらくたライブ                                                          | ボーナストラックとして収録。 |
| 明日へのマーチ                          | ごはん味噌汁海苔お漬物卵焼き feat. 梅干し                               | 完全生産限定盤A・B封入のBlu-ray・DVDに収録。2021年3月7日にブルーノート東京で開催した配信限定ライブ『静かな春の戯れ ～Live in Blue Note Tokyo～』での歌唱。 |
| 明日へのマーチ                          | LIVE TOUR 2021「BIG MOUTH, NO GUTS!!」                                  | ボーナストラックとして収録。 |
| Let's try again 〜kuwata keisuke ver.〜 | 宮城ライブ 〜明日へのマーチ!!〜                                         | |
| Let's try again 〜kuwata keisuke ver.〜 | 桑田佳祐 LIVE TOUR & DOCUMENT FILM 「I LOVE YOU -now & forever-」完全盤 | |
| ハダカ DE 音頭 〜祭りだ!! Naked〜       | 宮城ライブ 〜明日へのマーチ!!〜                                         | 間奏のセリフが「子供たちの未来と大事な命を守りましょう!!」というメッセージに変更された。                                                                   |